# Trebeliano
Trebeliano  fue un usurpador romano que figura entre los treinta tiranos de la Historia Augusta. Los historiadores modernos consideran a esta figura un personaje inventado por el autor de dicha obra.

## Carrera pública
Trebeliano fue un ladrón cilicio que llamó a su castillo en las fortalezas de las montañas isaurias el Palatium, igual que el palacio imperial en el Palatino en Roma, estableció una casa de la moneda y se dio a sí mismo el título de emperador. Pero habiendo sido tentado a abandonar su fortaleza y descender a la llanura, fue encontrado y asesinado por Causisoleo, un egipcio y uno de los generales de Galieno, hermano de Aurelio Teodoto, que había derrotado a Musio Emiliano.
Trebeliano también es citado por Flavio Eutropio, pero el pasaje se considera una interpolación posterior o un error por Regaliano; de hecho, varias ediciones de Eutropio modifican el texto con Regaliano. En este último caso, es posible que este pasaje haya inspirado al autor de la Historia Augusta para su Trebeliano.